# Adelphicos nigrilatum
La culebra cavadora ocotera (Adelphicos nigrilatum) es una especie de Serpentes de la familia Dipsadidae. Es endémica del Estado de Chiapas en México.Es una serpiente pequeña, de unos 15 cm de largo, tiene variantes. La de vientre naranja es muy común. Tiene franjas laterales negras.

## Distribución geográfica
Es endémica de Chiapas (México).

## Estado de conservación
Se encuentra ligeramente amenazada por la pérdida de su hábitat natural.